# Coassolo Torinese
Coassolo Torinese – miejscowość i gmina we Włoszech, w regionie Piemont, w prowincji Turyn.
Według danych na rok 2004 gminę zamieszkiwało 1470 osób, 52,5 os./km².